# Marek Sapara
Marek Sapara (* 31. Juli 1982 in Košice) ist ein slowakischer Fußballspieler.

## Vereinskarriere

### Slowakei
Marek Sapara begann seine Karriere in Košice, wo er ein Sportgymnasium besuchte. In der Saison 1999/2000 konnte er mit der Mannschaft vom VSS Košice die nationale Jugendmeisterschaft gewinnen, woraufhin ihn der 1. FC Košice verpflichtete. Nach einer kurzen Leihgabe zum drittklassigen Klub Krasna nad Hornadom konnte er sich schließlich in Košice etablieren.
Im Jahr 2001 musste Sapara seinen gesetzlich vorgeschriebenen Armeedienst in Košice ableisten. Obwohl er in seiner Heimat stationiert war, konnte er nur selten am Training teilnehmen und verlor so seinen Status als Stammspieler. Nach dem Ende des neunmonatigen Wehrdienstes hatte sich die sportliche Situation seines Vereines so verschlechtert, dass Sapara auf einen Wechsel drängte.
Die sportliche Neuorientierung führte ihn zum MFK Ružomberok, obwohl auch einige andere Vereine aus Tschechien und der Slowakei an ihm interessiert waren. Bei Ruzomberok wurde er vor der Spielzeit 2005/06 zum Kapitän ernannt und führte das Team anschließend zu Meisterschaft und Pokalsieg.

### Norwegen
Im August 2006 wechselte Sapara für eine Ablösesumme von ca. 1,3 Millionen Euro nach Norwegen zu Rosenborg Trondheim, wo er zu einem wichtigen Bestandteil im Mittelfeld wurde. Sein erstes Spiel in Norwegen bestritt der Mittelfeldspieler am 10. September 2006 gegen Sandefjord Fotball. Er gilt als einer der besten Spieler in der norwegischen Tippeligaen.

### Türkei
Im Januar 2010 wechselte Sapara in die Türkei zu MKE Ankaragücü. Ankaragücü geriet während der Saison 2011/12 in große finanzielle Schwierigkeiten und konnte über einen längeren Zeitraum die Spielergehälter nicht zahlen. Daraufhin mussten viele Spieler, u. a. auch Sapara, vertragsbedingt freigestellt werden und konnten ablösefrei den Verein verlassen. Daraufhin wechselte Sapara im September 2011 zum Traditionsverein Trabzonspor. Hier unterschrieb er einen Dreijahresvertrag.
Für die Rückrunde der Spielzeit 2011/12 wurde er als Teilablöse für Olcan Adın bis zum Saisonende an den Ligakonkurrenten aus Südanatolien, an Gaziantepspor, ausgeliehen. Hier überzeugte Sapara auf Anhieb und wurde zu einem der Shootingstars der Rückrunde. Gaziantepspor versuchte zwar Sapara samt Ablöse an sich zu binden, jedoch lehnte Trabzonspor eine Abgabe ab. Nach der Saison 2012/13 wurde Saparas Vertrag aufgelöst.
Im Januar 2014 unterschrieb er erneut einen Vertrag bei Gaziantepspor. Zur neuen Saison heuerte er beim Zweitligisten Ankaraspor an. Am Ende der Hinrunde verließ er diesen Klub wieder.

## Nationalmannschaft
Vor seiner A-Nationalmannschaftskarriere absolvierte Sapara zehn Spiele für die U21-Auswahl der Slowakei. Sein Debüt in der A-Nationalmannschaft gab er im Oktober 2005 in der WM-Qualifikationspartie der Slowakei gegen Estland.

## Erfolge/Auszeichnungen
Erfolge mit seinen Mannschaften
- Mit MFK Ružomberok
  - Slowakischer Meister: 2006
  - Slowakischer Pokalsieger: 2006

- Mit Rosenborg Trondheim
  - Norwegischer Meister: 2006

- Mit Gaziantepspor:
  - Spor Toto Pokal: 2012

Auszeichnungen
- Season’s Eleven Award: 2006
- Spieler des Monats: Oktober 2006